# Campionati africani di atletica leggera 1989
I Campionati africani di atletica leggera 1989 sono stati la 6ª edizione dei Campionati africani di atletica leggera. La manifestazione si è svolta dal 4 all'8 agosto presso lo Stadio Nazionale di Lagos, in Nigeria.

## Medagliati

### Uomini
| Specialità | Oro                   | Prestazione | Argento             | Prestazione | Bronzo             | Prestazione |
| Corse piane |                       |             |                     |             |                    |             |
| 100 m | Amadou Mbagnick Mbaye | 10"60       | Salaam Gariba       | 10"64       | Patrick Nwankwo    | 10"66       |
| 200 m | Olapade Adeniken      | 20"74       | Davidson Ezinwa     | 20"82       | Nelson Boateng     | 20"84       |
| 400 m | Gabriel Tiacoh        | 45"25       | Simeon Kipkemboi    | 46"29       | Hachim Ndiaye      | 46"69       |
| 800 m | Nixon Kiprotich       | 1'45"71     | Joseph Chesire      | 1'45"96     | Babacar Niang      | 1'46"09     |
| 1 500 m | Joseph Chesire        | 3'39"43     | Robert Kibet        | 3'40"05     | Nixon Kiprotich    | 3'41"51     |
| 5 000 m | John Ngugi            | 13'22"07    | Addis Abebe         | 13'35"09    | Moses Tanui        | 13'36"79    |
| 10 000 m | Addis Abebe           | 27'51"07    | Moses Tanui         | 28'22"90    | Bedilu Kibret      | 28'29"14    |
| Corse a ostacoli |                       |             |                     |             |                    |             |
| 110 hs | Ikechukwu Mbadugha    | 14"16       | Noureddine Tadjine  | 14"18       | Akwasi Abrefa      | 14"56       |
| 400 hs | Henry Amike           | 49"58       | Hamidou Mbaye       | 50"76       | Saïd Aberkan       | 50"84       |
| 3 000 siepi | Azzedine Brahmi       | 8'31"29     | Micah Boinett       | 8'31"79     | Boniface Merande   | 8'35"35     |
| Prove su strada |                       |             |                     |             |                    |             |
| Maratona | Tsegaye Sengni        | 2h26'26"    | Kebede Balcha       | 2h26'35"    | Tekla Gebrselassie | 2h26'55"    |
| Marcia 20 km | Mohamed Bouhalla      | 1h30'43"    | Abdelwahab Ferguène | 1h36'49"    | Bekele Lema        | 1h45'25"    |
| Salti |                       |             |                     |             |                    |             |
| Salto in alto | Othmane Belfaa        | 2,20 m      | Abdenour Krim       | 2,15 m      | Boubacar Guèye     | 2,10 m      |
| Salto con l'asta | Sami Si Mohamed       | 4,90 m      | Issam Ben Mohamed   | 4,80 m      | Samir Agsous       | 4,60 m      |
| Salto in lungo | Yusuf Alli            | 8,27 m      | Ayodele Aladefa     | 7,89 m      | Badara Mbengue     | 7,88 m      |
| Salto triplo | Eugene Koranteng      | 16,83 m     | Toussaint Rabenala  | 16,80 m     | Paul Nioze         | 16,74 m     |
| Lanci |                       |             |                     |             |                    |             |
| Getto del peso | Robert Welikhe        | 17,28 m     | Chima Ugwu          | 16,76 m     | Vincent Oghene     | 16,62 m     |
| Lancio del disco | Hassan Ahmed Hamad    | 53,44 m     | Vincent Oghene      | 52,98 m     | Ikechukwu Chika    | 50,70 m     |
| Lancio del giavellotto | Pius Bazighe          | 68,96 m     | Mongi Alimi         | 68,42 m     | William Sang       | 68,06 m     |
| Lancio del martello | Hakim Toumi           | 69,98 m     | Hassan Chahine      | 66,86 m     | Djamel Zouiche     | 63,52 m     |
| Prove multiple |                       |             |                     |             |                    |             |
| Decathlon | Mourad Mahour Bacha   | 7 080 p.    | Hatem Bachar        | 6 757 p.    | Stanley Flowers    | 6 519 p.    |
| Staffette |                       |             |                     |             |                    |             |
| Staffetta 4×100 m | Nigeria               | 39"94       | Kenya               | 40"78       | Costa d'Avorio     | 40"91       |
| Staffetta 4×400 m | Kenya                 | 3'04"44     | Nigeria             | 3'05"54     | Senegal            | 3'08"18     |
| record mondiale; record mondiale stagionale; record africano; record dei campionati; record nazionale; record personale; record personale stagionale. |                       |             |                     |             |                    |             |

### Donne
| Specialità | Oro                | Prestazione | Argento            | Prestazione | Bronzo                | Prestazione |
| Corse piane |                    |             |                    |             |                       |             |
| 100 m | Mary Onyali        | 11"22       | Tina Iheagwam      | 11"28       | Rufina Ubah           | 11"47       |
| 200 m | Mary Onyali        | 23"00       | Falilat Ogunkoya   | 23"74       | Lalao Ravaonirina     | 23"94       |
| 400 m | Falilat Ogunkoya   | 51"22       | Fatima Yusuf       | 52"30       | Airat Bakare          | 52"38       |
| 800 m | Hassiba Boulmerka  | 2'06"80     | Zewde Haile Mariam | 2'08"20     | Emebet Shiferaw       | 2'09"30     |
| 1 500 m | Hassiba Boulmerka  | 4'13"85     | Hellen Kimaiyo     | 4'16"42     | Emebet Shiferaw       | 4'20"81     |
| 3 000 m | Hellen Kimaiyo     | 9'14"97     | Jane Ngotho        | 9'15"43     | Luchia Yishak         | 9'24"31     |
| 10 000 m | Jane Ngotho        | 33'05"60    | Tigist Moreda      | 34'05"58    | Marcianne Mukamurenzi | 34'09"48    |
| Corse a ostacoli |                    |             |                    |             |                       |             |
| 100 hs | Diana Yankey       | 13"68       | Hope Obika         | 13"80       | Mosun Adesina         | 13"86       |
| 400 hs | Maria Usifo        | 55"45       | Marie Womplou      | 57"57       | Zewde Haile Mariam    | 59"51       |
| Prove su strada |                    |             |                    |             |                       |             |
| Marcia 5 000 m | Agnetha Chelimo    | 26'36"18    | Mercy Nyambura     | 27'08"58    | -                     | -           |
| Salti |                    |             |                    |             |                       |             |
| Salto in alto | Lucienne N'Da      | 1,81 m      | Nkechi Madubuko    | 1,78 m      | Yasmina Azzizi        | 1,78 m      |
| Salto in lungo | Chioma Ajunwa      | 6,53 m      | Beatrice Utondu    | 6,20 m      | Christy Opara         | 6,18 m      |
| Lanci |                    |             |                    |             |                       |             |
| Getto del peso | Hanan Ahmed Khaled | 14,28 m     | Mariam Nnodu       | 14,02 m     | Ann Otutu             | 13,88 m     |
| Lancio del disco | Zoubida Laayouni   | 51,14 m     | Hanan Ahmed Khaled | 50,32 m     | Nabila Mouelhi        | 46,80 m     |
| Lancio del giavellotto | Chinweoke Chikwelu | 52,18 m     | Milka Johnson      | 50,32 m     | Yasmina Azzizi        | 48,16 m     |
| Prove multiple |                    |             |                    |             |                       |             |
| Eptathlon | Yasmina Azzizi     | 5 957 p.    | Nacèra Zaaboub     | 5 573 p.    | Chinweoke Chikwelu    | 5 503 p.    |
| Staffette |                    |             |                    |             |                       |             |
| Staffetta 4×100 m | Nigeria            | 44"60       | Ghana              | 45"40       | Costa d'Avorio        | 46"00       |
| Staffetta 4×400 m | Nigeria            | 3'33"12     | Kenya              | 3'39"60     | Costa d'Avorio        | 3'41"87     |
| record mondiale; record mondiale stagionale; record africano; record dei campionati; record nazionale; record personale; record personale stagionale. |                    |             |                    |             |                       |             |

## Medagliere
| Posizione | Paese                                     | Oro | Argento | Bronzo | Totale |
| --------- | ----------------------------------------- | --- | ------- | ------ | ------ |
| 1         | Nigeria                                   | 14  | 12      | 9      | 35     |
| 2         | Algeria                                   | 9   | 4       | 4      | 17     |
| 3         | Kenya                                     | 8   | 11      | 4      | 23     |
| 4         | Repubblica Popolare Democratica d'Etiopia | 2   | 4       | 7      | 13     |
| 5         | Ghana                                     | 2   | 2       | 2      | 6      |
| 6         | Costa d'Avorio                            | 2   | 1       | 3      | 6      |
| 7         | Egitto                                    | 2   | 1       | 0      | 3      |
| 8         | Senegal                                   | 1   | 1       | 5      | 7      |
| 9         | Marocco                                   | 1   | 1       | 1      | 3      |
| 10        | Tunisia                                   | 0   | 3       | 1      | 4      |
| 11        | Madagascar                                | 0   | 1       | 1      | 2      |
| 12        | Ruanda                                    | 0   | 0       | 1      | 1      |
| 12        | Seychelles                                | 0   | 0       | 1      | 1      |
| 12        | Zimbabwe                                  | 0   | 0       | 1      | 1      |
| Totale    | Totale                                    | 41  | 41      | 40     | 122    |